# كيغالي أرينا
كيغالي أرينا هي صالة تقع في كيغالي،رواندا،تستخدم في الغالب لمباريات كرة السلة.تم بناء الصالة والانتهاء منها في 2019،تقع الصالة بجوار ملعب أماهورو.